# Вулиця Василя Яна (Київ)
Ву́лиця Василя́ Я́на — вулиця в Голосіївському районі міста Києва, місцевість Паньківщина. Пролягає від Тарасівської вулиці до вулиці Лілії Лобанової.

## Історія
Вулиця виникла на початку XX століття під назвою Ново-Тарасівська, у довіднику «Весь Київ» вперше зазначена 1907 року. Сучасна назва на честь письменника Василя Яна — з 1976 року. Стара забудова частково збереглася по непарній стороні вулиці.